# Goioxim
Goioxim is een gemeente in de Braziliaanse deelstaat Paraná. De gemeente telt 8.240 inwoners (schatting 2009).